# 함대사이버사령부
함대사이버사령부(U.S. Fleet Cyber Command)는 미국 해군의 네트워크 중심전을 총괄하고 있는 기능사령부로, 해군정보부대의 작전지원부대이다. 

## 역사
해군부가 전력을 재조정하여 해군우주사령부(Naval Space Command)와 해군화상통신사령부를 병합하여 만든 새로운 부대를 함대사이버사령부로 이름지었고, 함대사이버사령부는 운영부대인 제10함대와 같이 2010년 2월 1일에 창설되었다.
2019년 4월, 해군우주사령부(Navy Space Command)가 미국 우주사령부의 구성군사령부로서 창설되었다. 제10함대 사령관은 함대사이버사령부, 해군우주사령부의 3개 사령관 직위를 겸직한다.
2022년 6월 13일, 해군부는 벤추라 카운티 해군기지(NBVC)의 해군위성운영소(NAVSOC)가 해체되고 미국 우주군의 우주 델타 8와 제10우주작전대대으로 인원과 기능이 이전되었음 공지하였다.

## 문장

문장
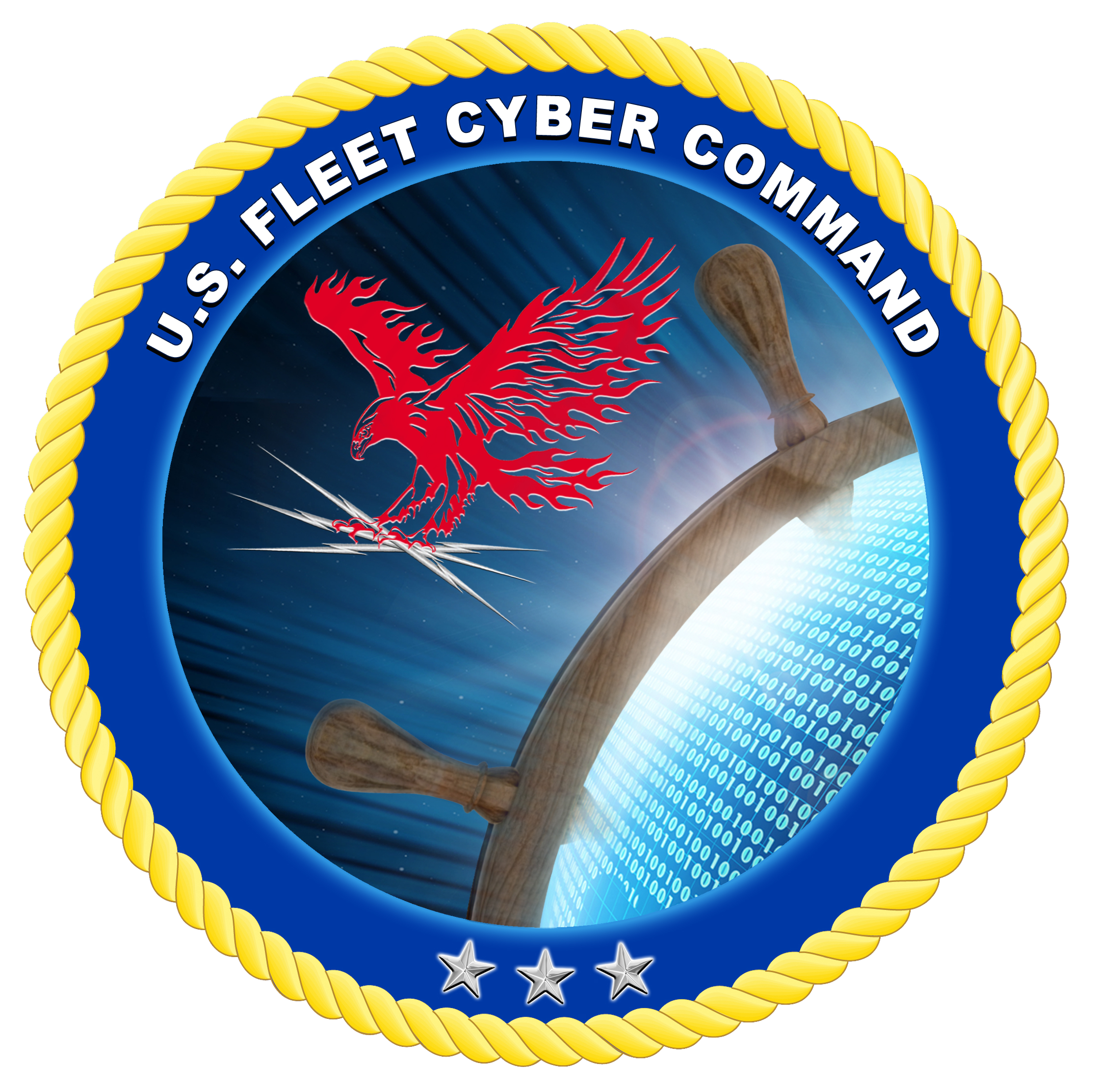
함대사이버사령부의 문장
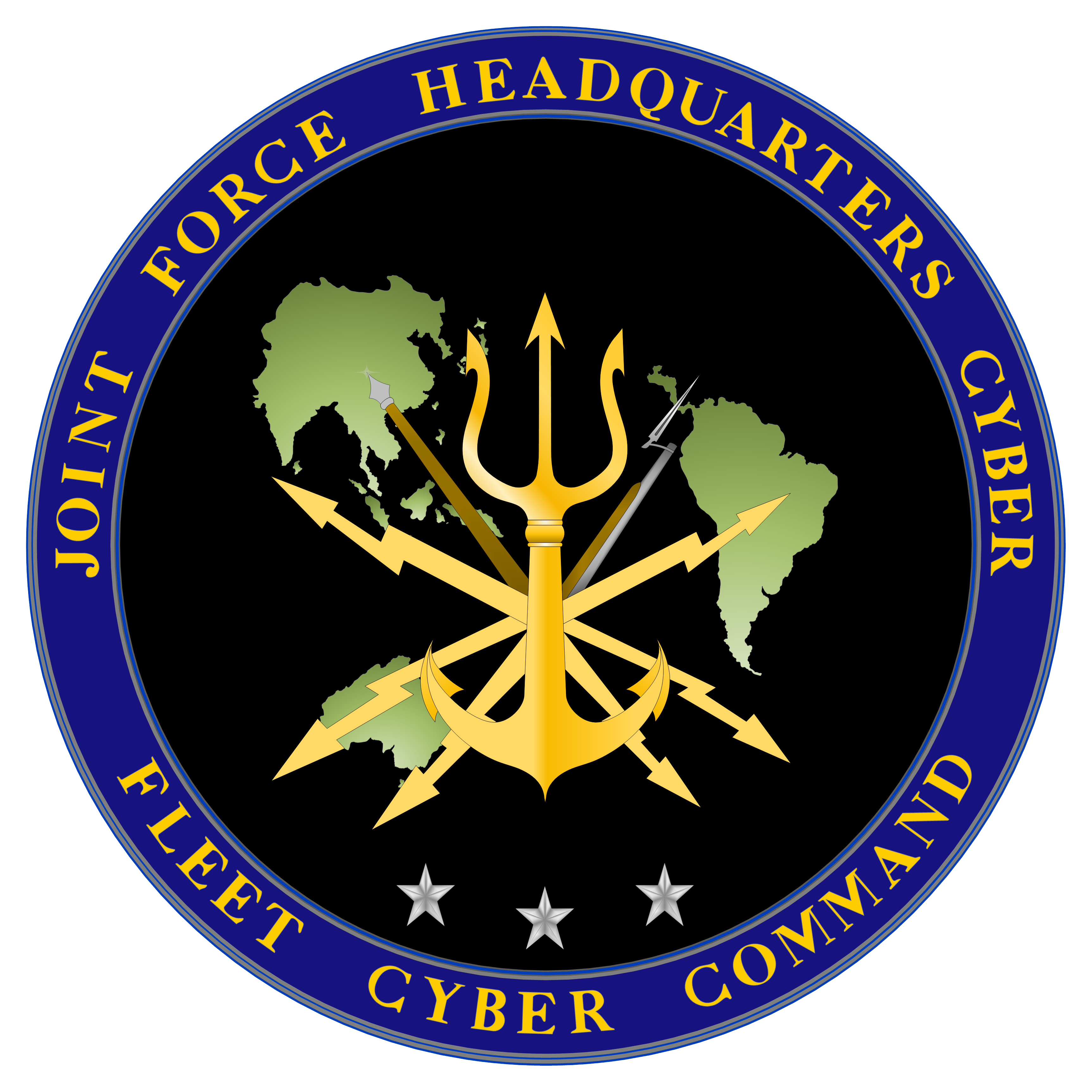
함대사이버사령부 사이버합동전력본부의 문장
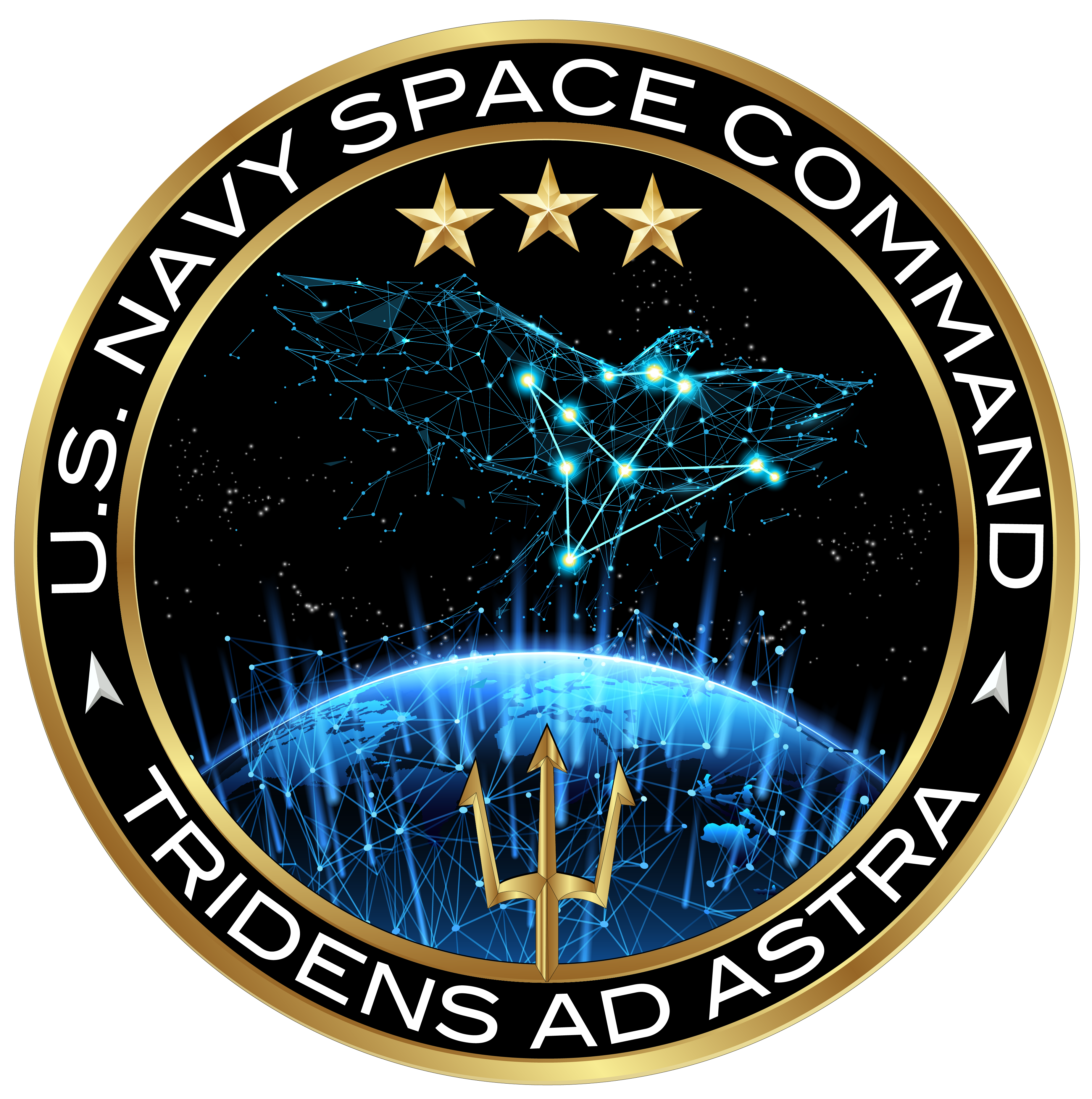
해군우주사령부(Navy Space Command)의 문장

## 부대

### 컴퓨터 및 화상교신부대
옛 해군 컴퓨터 및 화상교신사령부의 부대는 함대사이버사령부 산하로 전속하였다.
NCTAMS
Naval Computer and Telecommunications Area Master Station→해군컴퓨터화상교신지역주기지
NCTS
Naval Computer and Telecommunications Station→해군컴퓨터화상교신기지
- NCTAMS 대서양 (NCTAMS LANT)
  - NCTS 바레인 (NCTS Bahrain)
  - NCTS 나폴리 (NCTS Naples)
- NCTAMS 태평양 (NCTAMS PAC)
  - NCTS 괌, 마리아나 제도 - 옛 NCTAMS WESTPAC(서태평양)
  - NCTS 샌디에이고
  - NCTSCU 오클라호마시티, 오클라호마주
  - 퓨젯사운드 분견대
  - 코자레나 분견대

### 해군사이버방어작전사령부
1. 1995년 10월 1일, Navy Computer Incident Response Team (NAVCIRT), Fleet Information Warfare Center→함대정보전센터 소속 해군컴퓨터사고대응팀
2. 1999년 1월 31일, Navy Component Task Force for Computer Network Defense (NCTF-CND)→컴퓨터네트워크 방어를 위한 해군구성태스크포스
3. 2000년, JTF-CNO (Computer Network Operations)→컴퓨터 네트워크 작전 합동태스크포스
4. 2006년 1월 10일, Navy Cyber Defense Operations Command (NCDOC)→해군사이버방어작전사령부

### 해군정보작전사령부
Navy Information Operations Command (NIOC), 전세계에 미국 해군이 주둔하는 기지에 퍼져있던 해군보안단이 정보작전사령부로 재편성되었다.
- NIOC RAF 멘스위스 힐 기지
- NIOC 미사와
- NIOC 바레인
- NIOC 슈가그로브
- NIOC 야키마
- NIOD 앨리스스프링스
- NIOC 위드비섬
- NIOC 요코스카
- NIOC 조지아
- NIOC 콜로라도, 버클리 우주군 기지
- NIOC 텍사스
- NIOC 펜사콜라
- NIOC 하와이

## 같이 보기
- 미국 사이버사령부

## 참고
1. ↑  Sykes, William (2023년 1월 1일). “Formal Establishment of Commander, Space Command”. 《DVIDS》 (영어). U.S. Fleet Cyber Command / U.S. 10th Fleet. 2024년 12월 4일에 확인함.
2. ↑  Verbis, Drew (2022년 6월 13일). “Navy satellite center disestablished; U.S. Space Force assumes command”. 《Commander, Navy Region Southwest》 (미국 영어). Naval Base Ventura County. 2024년 12월 4일에 확인함.